# Aldo Aymonino
 (janvier 2012).

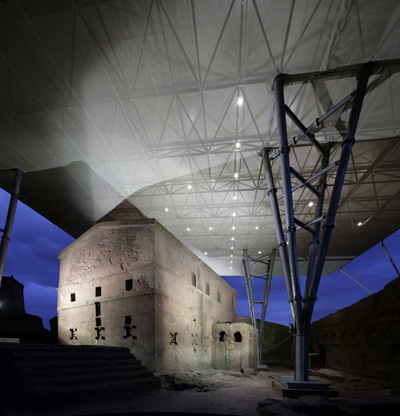
églises rupestres du Lalibela(1), Éthiopie 2001.

Aldo Aymonino est un architecte italien né à Rome en 1953. En parallèle à une activité professionnelle prolifique, il attache une importance toute particulière à l'enseignement qui lui permet, selon lui, de garder un dynamisme enthousiaste et un regard toujours neuf sur sa profession.

## Deux œuvres majeures
- Structures suspendues pour les églises rupestres du Lalibela, Éthiopie 2001.
- A Square in Decima, Rome 1996 (premier prix).

## Biographie

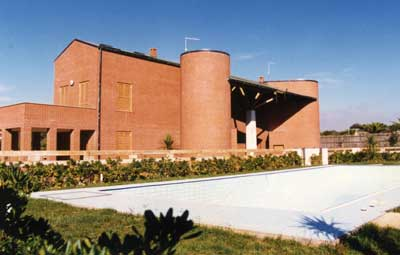
Villa à Fregene(1), Rome 1993.

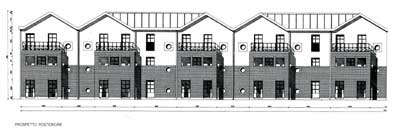
Quartier résidentiel(1), Ravenne 1990.

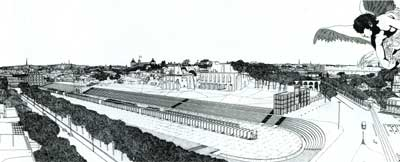
Projet pour une Arène(1), Rome 1987.

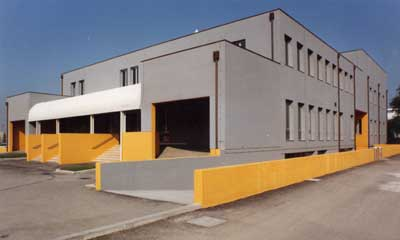
Laboratoire d'analyses médicales(1), Ravenne 1985.

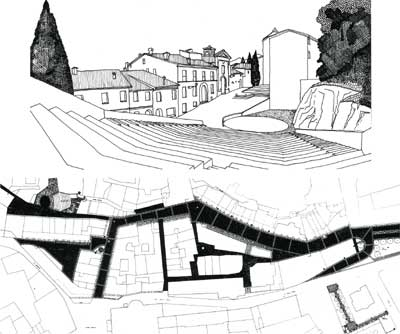
Concours pour un théâtre de plein air(1), centre historique de Ravenne 1984.

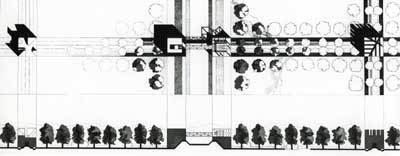
Concours pour un projet d'équipement sportif(1), Ravenne 1983.

Il collabore à des projets d'Aldo Rossi, Carlo Aymonino et Franco Purini, et obtient son diplôme d'architecte en 1980. Il s'installe à Rome en 1982 en tant qu'architecte indépendant. Il obtient la même année le prix Oikos pour un programme de logements de la reconstruction de Naples (avec Purini et Thermes).
de 1984 à 1992, il est associé au sein de la Teprin Design Coopérative, et devient membre de jury aux universités de Waterloo et Carleton (Canada) jusqu'en 1997.Il obtient le premier prix de la Jeune architecture Italienne en 1989 et est primé à la Biennale de Venise en 1991. 
Il crée le studio Teprin Associés en 1992, et devient enseignant à l’École d’architecture de Waterloo (Ontario). En 1993, il obtient un prix spécial pour la reconstruction de Naples (Avec Purini et Thermes)et poursuit son investissement universitaire en tant que chercheur à la Faculté d’architecture de Pescara, université G. D’Annunzio, Chieti. Il se distingue, lors d'un concours en 1999 pour la sauvegarde des églises rupestres du Lalibela (Éthiopie), à travers la conception d'un système de toits inclinés.

## Projets
1983 : 
- 65 unités de logements, Naples (avec Purini et Thermes).
- 26 unités de logements, Ravenne.
- Chapelle funéraire de Godo, Ravenne.

1986 : 
- Projet pour un garage, Ravenne.

1987 : 
- Mise en lumière d’une boutique, Ravenne.

1989 : 
- Plans de la manufacture de tabac de Bologne.
- Etude préliminaire pour la station de chemin de fer et le port, Ravenne.
- Projet pour l’extension d’une maison de retraite, Ravenne.
- Plans de structure pour Fregene, Rome.

1990 : 
- Projet de rénovation pour les studios d’enregistrement Logic, Milan.
- Concours pour l’aménagement de parvis d’églises, Milan.
- Conception d’une maison individuelle à Fregene, Rome.
- Concours international pour la création d’une passerelle à Venise.

1991 : 
- Plan de paysage pour la vallée basse de Don River, Toronto.
- Concours public pour le Garibaldi, Milan.
- Concours pour le Nara Convention Hall, Japon.

1992 : 
- Maison individuelle à Scario, Salerno.
- Concours pour la rénovation de la Caisse d’épargne de Ravenne.

1993 : 
- Projet de requalification du port de Ravenne.
- Concours pour  le centre historique de Gela, Castanissetta.
- Concours pour la société de Gaz de Rimini.
- Concours pour le Sprea Island de Berlin.

1994 : 
- Concours pour un plan d’aménagement de 2 000 logements en éco-village à Susenbrunn, Vienne (Premier prix).
- Concours pour la création de deux églises à Rome.
- Prix Schindler pour le concours concernant l’étude des accès à la ville de San Marino.
- Concours pour le terminal du port de Yokohama, Japon.

1995 : 
- Triennale de Milan, « Le centre ailleurs », Requalification de Pioltello, Milan.
- Concours pour l’extension du Musée du Prado, Madrid.

1996 : 
- Quatre ensembles de logements, Ancona.
- Concours pour la requalification d’un quartier, Rome (1er prix).
- Plan d’urbanisme pour Fregene, Rome.

1997 : 
- Concours pour le plan d’urbanisme des quartiers ouest, Thessaloniki, Grèce.

1999 : 
- Concours pour la conception d’une protection destinée au site des églises rupestres du Lalibela, Éthiopie.

## Quelques ouvrages sur l'architecte
- Une nouvelle architecture italienne, P. Portoghesi, éd. Laterza, 1985.
- A. Aymonino, C. Baldisseri, L. Sarti, Quatre projets, Ravenne, 1988.
- Architecture italienne de la nouvelle génération, Centro Progretto nuovo editore, Avenazzo 1989.
- L’Industrie de la construction, n° 16, oct. 1989.

## Ouvrages de l'auteur
- Espaces publics contemporains : Architecture volume zéro, Aldo Aymonino, Valerio Paolo Mosco et Maria Mercedes Kechler, éd. Skira, avril 2006.